# Милтаун (Индијана)
Милтаун (енгл. Milltown) град је у америчкој савезној држави Индијана.

## Демографија
По попису из 2010. године број становника је 818, што је 114 (-12,2%) становника мање него 2000. године.
| Група             | 2000.       | 2010.       |
| Белци             | 909 (97,5%) | 799 (97,7%) |
| Афроамериканци    | 0 (0,0%)    | 0 (0,0%)    |
| Азијати           | 0 (0,0%)    | 3 (0,4%)    |
| Хиспаноамериканци | 5 (0,5%)    | 0 (0,0%)    |
| Укупно            | 932         | 818         |